# Antoine Scipion de Joyeuse

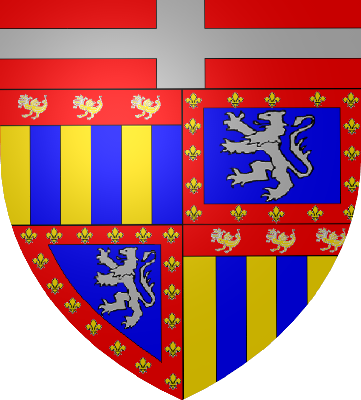
Wappen Antoine de Joyeuse

Antoine Scipion de Joyeuse (* um 1565 im Schloss Joyeuse bei Couiza; † 19. Oktober 1592 bei Villemur-sur-Tarn) war ein französischer Heerführer der Heiligen Liga, Malteserritter, Großprior von Toulouse und der 2. Herzog von Joyeuse.

## Herkunft
Er war Mitglied des Adelsgeschlechts Joyeuse und der Sohn von Guillaume de Joyeuse und Marie de Batarnay. Er war einer der Brüder von Anne de Joyeuse, Henri de Joyeuse und des Kardinals François de Joyeuse.

## Leben

### Ritter des Johanniterordens und Großprior
Bereits als Jugendlicher wurde er in den Johanniterorden Ordre de Saint-Jean de Jérusalem aufgenommen und wurde dann zum Chevalier-Hospitalier der Malteserritter. 1581 wurde er zum Großprior von Toulouse ernannt.

### Herzog von Joyeuse
Nach dem Tod seines Bruders Anne de Joyeuse in der Schlacht von Coutras, befahl Papst Sixtus V. die Entbindung Antoines von seinen Gelübden als Hospitalier und brachte ihn in das weltliche Leben zurück, um das Erlöschen seiner Familie zu verhindern. Antoine wurde der zweite Herzog von Joyeuse von 1590 bis 1592 und wurde sodann zum Oberbefehlshaber der katholischen Armeen im Midi.

### Heerführer in den Religionskriegen
Während der Hugenottenkriege kämpfte er an der Seite seines Vaters, bevor er ihm am 17. März 1592 als Lieutenant-général des Languedoc nachfolgte.
Nach dem Tod des Königs Heinrich III. 1589 trat er der Heiligen Liga bei. Er war Gouverneur des Languedoc und zugleich ein fähiger Heerführer, aber zeichnete sich vor allem durch erbarmungslose Brutalität aus: zusammen mit einem gewissen Barudel, einem ehemaligen Metzger, ließ er nach der Einnahme von Montastruc am 10. Mai 1590 die Verwundeten gnadenlos exekutieren, und war infolgedessen dafür berüchtigt, die Protestanten «ohne Ansehen des Alters und Geschlechts» auszumerzen.

### Niederlage und Tod
Im Mai 1592 war Scipion bei Lautrec siegreich und begann dann die Belagerung von Villemur am 10. September 1592. Sein ungefähr 4000 spanische Söldner zählendes Heer wurde jedoch am 19. Oktober von einer dem König Heinrich IV. loyalen Entsatzarmee der Protestanten, bestehend aus Truppen unter dem Sire de Rastignac, Truppen unter dem Vicomte de Gourdon und Pons de Lauzières (etwa 2600 Mann), die von Montauban angerückt waren, und Truppen aus dem Quercy unter dem Herzog von Épernon (500 Reiter und 3000 Arkebusiere) angegriffen. Eingekesselt zwischen den Stadtmauern von Villemur und den Entsatztruppen wurde die Armee des Scipion de Joyeuse unter Verlust von 2000 Gefallenen aufgerieben und flüchtete ungeordnet in den Fluss Tarn. Beim Versuch, unter Beschuss den Fluss auf einer behelfsmäßigen Pontonbrücke aus miteinander vertauten Booten zu überqueren, fiel Scipion ins Wasser, wurde von der Strömung mitgerissen und ertrank, ebenso wie der Großteil der flüchtenden Ligisten.
Zeitgenossen beurteilten den Herzog von Joyeuse als «Flamme, die das Languedoc vollständig verschlungen hätte, wenn nicht der Fluss Tarn selbst sie zum Erlöschen gebracht hätte (un flambeau qui eust entièrement embrasé le Languedoc sy la rivière du Tarn ne l’eust esteint)». Mit seinem Tod waren die Ligisten im Languedoc entscheidend geschwächt.
Scipions Leiche, erkannt an einem Diamantring an seinem Finger, wurde von den Protestanten aus dem mit Ertrunkenen übervollen Fluss geborgen und später gegen einen ihrer von den Ligisten in Lautrec gefangengenommenen Offiziere, einen Capitaine de Portal, ausgetauscht. Der Herzog Antoine Scipion de Joyeuse wurde am 2. Februar 1598 im Chorraum der Kathedrale von Toulouse beigesetzt.
Zum Erinnerung an seinen Tod wurde später in der Stadt Villemur-sur-Tarn die Straße Quai Scipion de Joyeuse, am Flussufer des Tarn, nach ihm benannt.